# Ардашева, Марина Владиславовна
Марина Владиславовна Ардашева (2 ноября 1983) — российская футболистка, нападающая и полузащитница.

## Биография
О выступлениях до 2006 года сведений нет[уточнить]. В 2008 году играла в первом дивизионе России за тольяттинскую «Ладу».
С 2010 года выступала за «Мордовочку». В 2010 году стала бронзовым призёром и лучшим бомбардиром финального турнира первой лиги, а всего за сезон в зональном и финальном турнирах забила 31 гол. С 2011 года со своим клубом играла в высшем дивизионе, за следующие четыре сезона провела 61 матч и забила 9 голов. Стала автором хет-трика 1 мая 2014 года в матче против «Измайлово» (6:2).
После расформирования «Мордовочки» перешла в «Дончанку» (Азов), игравшую в первой лиге. Стала двукратной победительницей первого дивизиона (2015 и 2016). В 2015 году забила 13 голов за сезон, из них 6 — в финальном турнире первой лиги. После выхода «Дончанки» в высшую лигу покинула команду.